# Please Miss
Please Miss: A Heartbreaking Work of Staggering Penis («Por favor, señorita: un trabajo desgarrador de un pene asombroso») es una autobiografía de febrero de 2022 de la profesora Grace Elisabeth Lavery y publicada por Seal Press. Narra la historia de su vida de transición y sus problemas pasados con la adicción, al tiempo que incluye reflexiones sobre material absurdo con carga sexual y cuentos fantásticos sobre el «concepto paradigmático del pene». Iniciado en 2018, el libro muestra la historia de Lavery y cómo la transición mientras alcanzaba la titularidad como profesora afectó su perspectiva de la vida, con el contenido desarticulado en tema y tema de un capítulo a otro.
Lavery quería una perspectiva más metafórica sobre el tema y, con ese fin, una de las características más destacadas del libro es una serie de cartas desquiciadas de payasos agresivos que representan varias personas y conceptos negativos. El trabajo fue bien recibido por los críticos, quienes elogiaron la precisión con la que logra retratar la experiencia trans a través de metáforas y conceptos, aunque algunos señalaron que su enfoque dificultaba que algunos conceptos llegaran a lectores que no estaban personalmente involucrados o no conocían el tema.

## Antecedentes
Lavery declaró que, a pesar de que el libro es una autobiografía que esencialmente ha estado escribiendo toda su vida, el punto de origen del libro real fue después de que ella comenzó la transición en 2018. Esto coincidió con su solicitud de puesto en la Universidad de California en Berkeley. Los dos eventos que sucedieron simultáneamente crearon una yuxtaposición que resultó en que ella escribiera sus experiencias. La forma de expresar esto, particularmente en relación con cuestiones que involucran a la administración Trump, resultó en el formato del libro donde se utilizan múltiples métodos de expresión. Ella afirmó que su método para idear el libro implicó escribirlo íntegramente en la «aplicación de notas de su teléfono» en pequeñas porciones durante un período prolongado de tiempo.

## Contenido
El libro comienza con una discusión entre Lavery y su socio Daniel M. Lavery sobre si una memoria es el método correcto para discutir la vida trans contemporánea, y la conversación continúa con temas sobre cuáles son los límites de los diferentes géneros literarios y si las experiencias trans deben ser vivido íntegramente para ser incluido en una autobiografía. Lavery sostiene que ninguna obra podría abarcar todas las experiencias de la comunidad trans, pero que una obra absurda que cubra una amplia gama de temas podría expresar mejor su propósito. Señaló en una entrevista que escribir unas memorias que presentaran simplemente hechos sobre su vida sería menos informativo que representar experiencias metafóricas, aunque también señaló que el capítulo cuatro está escrito más directamente como una yuxtaposición al resto del libro antes y después. para inquietar al lector acerca de la «revelación íntima» del capítulo.
A lo largo de la obra se presentan una serie de cartas maníacas y de confrontación escritas por payasos y dirigidas al autor, con los payasos presentando a «alguien que no se toma a sí mismo en serio pero que también es horrible» y representa una variedad de problemas potenciales que incluyen «una mala mujer trans o la idea de disforia de género» y «una representación monstruosa y extrema de la blancura».
El libro está dedicado a la madre de Lavery y con frecuencia habla de ella, su relación y las experiencias de vida de Lavery con su familia.

## Recepción de la crítica
Daniel Spielberger, de la revista Them, dijo que el libro «combina la autoficción surrealista con la teoría literaria, lo que da como resultado una obra compleja y de múltiples capas que es tan desconcertante como encantadora». Katie Tobin de la revista Dazed afirmó que la pregunta central planteada en Please Miss es «¿Qué significa realmente la transición?» y que el libro cubre esto siendo «meditaciones sobre sexo, género y cultura pop con una vulgaridad audaz y un ingenio deslumbrante». Barry Pierce en The Irish Times elogió el uso de la metáfora por parte de Lavery en relación con la identidad trans, cuyo «resultado es una bestia indómita, un vasto álbum de recortes de largos apartes, recuerdos desgarradores y análisis literarios». También que el «desorden estructural y la falta de flujo narrativo» del libro logra ser perfectamente representativo del tema tratado, dando como resultado una «obra extraña y maravillosa». Sarah Ditum, que escribe para The Times, se refirió al libro como una «memoria trans aburrida y que destroza tabúes». En The Herald, Alastair Mabbott señaló que los lectores que puedan seguir las «líneas de pensamiento académicas» presentadas en el libro podrán obtener la mayor comprensión, pero que todos los demás podrían estar cansados de la «energía dispersa y la narración hasta quedar sin aliento» de Lavery. También serían «incapaces de negar que ha destrozado las expectativas con unas memorias inventivas y provocativas».
Para Library Journal, Emily Bowles señaló que los «ensayos, cartas, anécdotas humorísticas y autorreflexiones recopilados del libro juegan con la forma y el género y desafían los límites», lo que da como resultado una obra que, a pesar de ser simplemente una memoria, logra «interrumpir desenfrenadamente lo genérico de las convenciones y atrae a los lectores a lo largo del viaje». McKenzie Wark, de la revista Liber, tenía sentimientos encontrados sobre el libro, sintiendo que la naturaleza exagerada del libro fracasa en sus intentos de distanciarse de la cultura trans en su conjunto, pero logra ser extremadamente preciso con respecto a la experiencia trans en varios puntos. Concluyó que el libro «ocupa una posición marcada por nuestros enemigos para que nos reímos, hace uno o dos trucos sorprendentes y un fracaso» y que el libro es «sacrificial» en su extravagancia, pero Wark «ama ella por eso». Andreas Copes en Philadelphia Gay News llamó al libro una «metáfora perfecta de la existencia trans» porque las preguntas sobre la «validez» del libro coinciden con el cuestionamiento de la existencia de las propias personas trans, lo que resultó en una obra que enseña una «lección de amor propio y odio propio, de amistad y de familia, y por qué no hay mejor manera de empezar la terapia hormonal que en un Honda, con la banda sonora de Kate Bush». Vicky Osterweil de Lux Magazine sostuvo que Please Miss logra «recordarnos que la lucha queer puede ser divertida, alegre y sexy y, a veces, la mejor respuesta a los TERF es una carcajada».